# Kawaii metal
A kawaii metal (más néven idol metal, cute metal, kawaiicore) Japánban létrejött könnyűzenei műfaj, mely a heavy metalt keresztezi a J-poppal és a japán idolok külső tulajdonságaival.

## Története

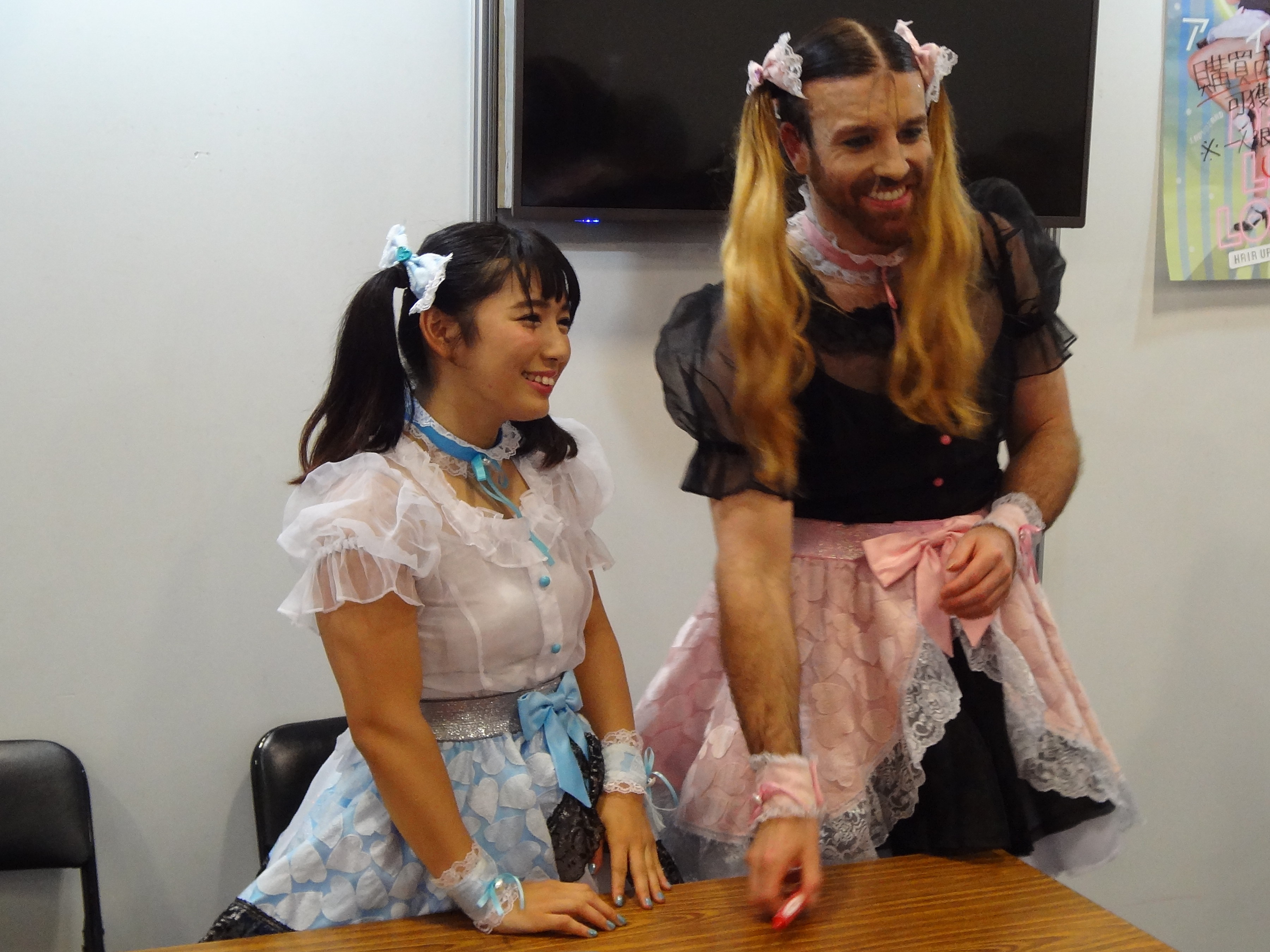
A Deadlift Lolita együttes tagjai, Szaiki Reika és Ladybeard

A kawaii metal létrejöttét általában a Babymetal együttesnek tulajdonítják. Angelica Wallingford a City Times úgy véli, az együttes Babymetal című albuma volt az első kawaiimetal-album. Wallingfort szerint a műfaj „különféle műfajok, például a popzene, a rock, a heavy metal, az elektronikus zene, az indusztriális és szimfonikus death metal keveréke”. A The Independent egyik újságírója szerint a műfaj a J-pop és különféle extrém metalstílusok leszármazottja, ezek pedig a „speed metal, a power metal, a black metal és az indusztriális metal”.
Alex Weiss a Paper magazintól úgy gondolja, hogy a kawaii metal a hard rockot ötvözi a popdalok sziruposan édes refrénjeivel. Weiss szerint a Babymetal dalszövegei is különböznek más metalműfajoktól, mert olyan aspektusokat is megmutatnak, amelyek sokszor hiányoznak a metáldalok általában agresszív, férfiközpontú dalszövegeiből.

## Együttesek
| Együttes        | Ország | Alapítás | Hiv.   |
| --------------- | ------ | -------- | ------ |
| Aldious         | Japán  | 2008     | [ 8 ]  |
| Babymetal       | Japán  | 2010     | [ 9 ]  |
| Band-Maid       | Japán  | 2013     | [ 10 ] |
| Dazzle Vision   | Japán  | 2003     | [ 11 ] |
| Deadlift Lolita | Japán  | 2017     | [ 12 ] |
| Dolls Boxx      | Japán  | 2012     | [ 9 ]  |
| Kamen Joshi     | Japán  | 2013     | [ 13 ] |
| Ladybaby        | Japán  | 2013     | [ 9 ]  |
| Necronomidol    | Japán  | 2014     | [ 14 ] |

## Fordítás
- Ez a szócikk részben vagy egészben  a   Kawaii metal című angol Wikipédia-szócikk fordításán alapul.  Az eredeti cikk szerkesztőit annak laptörténete sorolja fel. Ez a jelzés csupán a megfogalmazás eredetét és a szerzői jogokat jelzi, nem szolgál a cikkben szereplő információk forrásmegjelöléseként.